# Änge
Änge ist ein Ort (tätort) in der schwedischen Provinz Jämtlands län und der historischen Provinz Jämtland.
Der Ort liegt etwa 50 Kilometer nordwestlich von Östersund und ist der Hauptort der Kirchengemeinde Offerdal in der Gemeinde Krokom. Der Name Änge ist seit dem Jahre 1413 urkundlich belegt.